# Munster, Haut-Rhin

Munster este o comună în departamentul Haut-Rhin din estul Franței. În 2009 avea o populație de 4.889 de locuitori.

## Evoluția populației
| An        | 1975  | 1982  | 1990  | 1999  | 2006  | 2009  |
| --------- | ----- | ----- | ----- | ----- | ----- | ----- |
| Populație | 4.932 | 4.661 | 4.657 | 4.884 | 5.041 | 4.889 |